# Kalifornia kormányzóinak listája
Ez a lista az Amerikai Egyesült Államok Kalifornia államának kormányzóit sorolja föl. Kaliforniát 1542. szeptember 28-án fedezte fel a spanyol Juan Rodríguez Cabrillo. Az első települést, San Diego de Alcalát a ferencesek alapították Boldog Juniper Serra vezetésével 1769-ben. Az első kormányzó egy spanyol felfedező, Gaspar de Portolá lett. A terület 1846-ban felkeléssel vált ki Mexikóból, és rövid függetlenség után (mely államot Kaliforniai Köztársaságnak nevez a történelem) csatlakozott az Egyesült Államokhoz. 1848-1849-ben kitör az aranyláz. Kalifornia 1850. szeptember 9-én, harmincegyedikként csatlakozott az Amerikai Egyesült Államokhoz.
A kormányzói széket négy évre lehet elnyerni, s egy alkalommal lehet újraválasztani az adott kormányzót.
Jelenleg a 40. kormányzó, a Demokrata Párthoz tartozó Gavin Newsom tölti be a tisztséget 2019. január 7. óta. A helyettes kormányzó a szintén demokrata Eleni Kounalakis.

## Párthovatartozás
| Párt | Párt         | Kormányzók |
| ---- | ------------ | ---------- |
|      | Republikánus | 22         |
|      | Demokrata    | 17         |
|      | Amerika-párt | 1          |
|      | Progresszív  | 1          |
|      | Unionista    | 1          |

## Kalifornia szövetségi állam kormányzói
| Kalifornia kormányzóinak listája | Kalifornia kormányzóinak listája                                        | Kalifornia kormányzóinak listája | Kalifornia kormányzóinak listája       | Kalifornia kormányzóinak listája                                       | Kalifornia kormányzóinak listája              | Kalifornia kormányzóinak listája | Kalifornia kormányzóinak listája                                    | Kalifornia kormányzóinak listája |
| №                                | Kép                                                                     | Kormányzó                        | Hivatali idő                           | Párt                                                                   | Terminus                                      | További választott (szövetségi) funkciói | Helyettes                                                           | Helyettes                        |
| -------------------------------- | ----------------------------------------------------------------------- | -------------------------------- | -------------------------------------- | ---------------------------------------------------------------------- | --------------------------------------------- | --- | ------------------------------------------------------------------- | -------------------------------- |
| 1                                |                                                                         | Peter Hardeman Burnett           | 1849. december 20. – 1851. január 9.   |                                                                        | 1 (1849)                                      | | John McDougall                                                      |                                  |
| 2                                |                                                                         | John McDougall                   | 1851. január 9. – 1852. január 8.      |                                                                        | 1 (1849)                                      | | David C. Broderick (helyettesként)                                  |                                  |
| 3                                |                                                                         | John Bigler                      | 1852. január 8. – 1856. január 9.      |                                                                        | 2 (1851)                                      | | Samuel Purdy                                                        |                                  |
| 3                                | 3 (1853)                                                                | John Bigler                      | 1852. január 8. – 1856. január 9.      |                                                                        |                                               | | Samuel Purdy                                                        |                                  |
| 4                                |                                                                         | J. Neely Johnson                 | 1856. január 9. – 1858. január 8.      |                                                                        | 4 (1855)                                      | | Robert M. Anderson                                                  |                                  |
| 5                                |                                                                         | John B. Weller                   | 1858. január 8. – 1860. január 9.      |                                                                        | 5 (1857)                                      | Az Amerikai Egyesült Államok képviselőházának tagja (Ohio képviseletében; 1839–1845) Az Amerikai Egyesült Államok szenátusának tagja (1852–1857)                                          | John Walkup                                                         |                                  |
| 6                                |                                                                         | Milton Latham                    | 1860. január 9. – 1860. január 14.     |                                                                        | 6 (1859)                                      | Az Amerikai Egyesült Államok képviselőházának tagja (1853–1855) Az Amerikai Egyesült Államok szenátusának tagja (1860–1863)                                                               | John G. Downey                                                      |                                  |
| 7                                |                                                                         | John G. Downey                   | 1860. január 14. – 1862. január 10.    |                                                                        | 6 (1859)                                      | | Isaac N. Quinn (helyettesként) (1860. január 14. – 1861. január 7.) |                                  |
| 7                                | Pablo de la Guerra (helyettesként) (1861. január 7. – 1862. január 10.) | John G. Downey                   | 1860. január 14. – 1862. január 10.    |                                                                        | 6 (1859)                                      | |                                                                     |                                  |
| 8                                |                                                                         | Leland Stanford                  | 1862. január 10. – 1863. december 10.  |                                                                        | 7 (1861)                                      | Az Amerikai Egyesült Államok szenátusának tagja (1885–1893) | John F. Chellis                                                     |                                  |
| 9                                |                                                                         | Frederick Low                    | 1863. december 10. – 1867. december 5. |                                                                        | 8 (1863)                                      | Az Amerikai Egyesült Államok képviselőházának tagja (1862–1863) | Tim N. Machin                                                       |                                  |
| 10                               |                                                                         | Henry Huntly Haight              | 1867. december 5. – 1871. december 8.  |                                                                        | 9 (1867)                                      | | William Holden                                                      |                                  |
| 11                               |                                                                         | Newton Booth                     | 1871. december 8. – 1875. február 27.  |                                                                        | 10 (1871)                                     | Az Amerikai Egyesült Államok szenátusának tagja (1875–1881) | Romualdo Pacheco                                                    |                                  |
| 12                               |                                                                         | Romualdo Pacheco                 | 1875. február 27. – 1875. december 9.  |                                                                        | 10 (1871)                                     | Az Amerikai Egyesült Államok képviselőházának tagja (1877–1883) Az Amerikai Egyesült Államokat képviselő miniszter Guatemala, Honduras, Salvador, Costa Rica, Nicaragua államokban (1891) | William Irwin (helyettesként)                                       |                                  |
| 13                               |                                                                         | William Irwin                    | 1875. december 9. – 1880. január 8.    |                                                                        | 11 (1875)                                     | | James A. Johnson                                                    |                                  |
| 14                               |                                                                         | George Clement Perkins           | 1880. január 8. – 1883. január 10.     |                                                                        | 12 (1879)                                     | Az Amerikai Egyesült Államok szenátusának tagja (1893–1915) | John Mansfield                                                      |                                  |
| 15                               |                                                                         | George Stoneman                  | 1883. január 10. – 1887. január 8.     |                                                                        | 13 (1882)                                     | Az Amerikai Egyesült Államok hadseregének kétcsillagos tábornoka (1862–1863) | John Daggett                                                        |                                  |
| 16                               |                                                                         | Washington Bartlett              | 1887. január 8. – 1887. szeptember 12. |                                                                        | 14 (1886)                                     | | Robert Waterman                                                     |                                  |
| 17                               |                                                                         | Robert Waterman                  | 1887. szeptember 12. – 1891. január 8. |                                                                        | 14 (1886)                                     | | Stephen M. White '(helyettesként)'                                  |                                  |
| 18                               |                                                                         | Henry Markham                    | 1891. január 8. – 1895. január 11.     |                                                                        | 15 (1890)                                     | Az Amerikai Egyesült Államok képviselőházának tagja (1885–1887) | John B. Reddick                                                     |                                  |
| 19                               |                                                                         | James Budd                       | 1895. január 11. – 1899. január 4.     |                                                                        | 16 (1894)                                     | Az Amerikai Egyesült Államok képviselőházának tagja (1883–1885) | Spencer G. Millard (elhunyt: 1895. október 24.)                     |                                  |
| 19                               | William T. Jeter                                                        | James Budd                       | 1895. január 11. – 1899. január 4.     |                                                                        | 16 (1894)                                     | Az Amerikai Egyesült Államok képviselőházának tagja (1883–1885) |                                                                     |                                  |
| 20                               |                                                                         | Henry Gage                       | 1899. január 4. – 1903. január 7.      |                                                                        | 17 (1898)                                     | Az USA-t képviselő miniszter Portugáliában (1910) | Jacob H. Neff                                                       |                                  |
| 21                               |                                                                         | George Pardee                    | 1903. január 7. – 1907. január 9.      |                                                                        | 18 (1902)                                     | | Alden Anderson                                                      |                                  |
| 22                               |                                                                         | James Gillett                    | 1907. január 9. – 1911. január 3.      |                                                                        | 19 (1906)                                     | Az Amerikai Egyesült Államok képviselőházának tagja (1903-1906) | Warren R. Porter                                                    |                                  |
| 23                               |                                                                         | Hiram Johnson                    | 1911. január 3. – 1917. március 15.    |                                                                        | 20 (1910)                                     | Az Amerikai Egyesült Államok szenátusának tagja (1917-1945) | A.J. Wallace                                                        |                                  |
| 23                               |                                                                         | Hiram Johnson                    | 1911. január 3. – 1917. március 15.    | 21 (1914)                                                              | John M. Eshleman (elhunyt: 1916. február 28.) | Az Amerikai Egyesült Államok szenátusának tagja (1917-1945) |                                                                     |                                  |
| 23                               | Széküresedés                                                            | Hiram Johnson                    | 1911. január 3. – 1917. március 15.    | 21 (1914)                                                              |                                               | Az Amerikai Egyesült Államok szenátusának tagja (1917-1945) |                                                                     |                                  |
| 23                               | William Stephens (Beiktatva: 1916. július 22.)                          | Hiram Johnson                    | 1911. január 3. – 1917. március 15.    | 21 (1914)                                                              |                                               | Az Amerikai Egyesült Államok szenátusának tagja (1917-1945) |                                                                     |                                  |
| 24                               |                                                                         | William Stephens                 | 1917. március 15. – 1923. január 8.    | 21 (1914)                                                              |                                               | Az Amerikai Egyesült Államok képviselőházának tagja(1911-1916) | Széküresedés                                                        | Széküresedés                     |
| 24                               | 22 (1918)                                                               | William Stephens                 | 1917. március 15. – 1923. január 8.    | C.C. Young                                                             |                                               | Az Amerikai Egyesült Államok képviselőházának tagja(1911-1916) |                                                                     |                                  |
| 25                               |                                                                         | Friend Richardson                | 1923. január 9. – 1927. január 4.      | C.C. Young                                                             |                                               | 23 (1922) |                                                                     |                                  |
| 26                               |                                                                         | C.C. Young                       | 1927. január 4. – 1931. január 6.      |                                                                        | 24 (1926)                                     | | Buron Fitts (1927. január 4. – 1928. november 30.)                  |                                  |
| 26                               | H. L. Carnahan (1928. november 30. – 1931. január 6.)                   | C.C. Young                       | 1927. január 4. – 1931. január 6.      |                                                                        | 24 (1926)                                     | |                                                                     |                                  |
| 27                               |                                                                         | James Rolph                      | 1931. január 6. – 1934. június 2.      |                                                                        | 25 (1930)                                     | | Frank Merriam                                                       |                                  |
| 28                               |                                                                         | Frank Merriam                    | 1934. június 2. – 1939. január 2.      |                                                                        | 25 (1930)                                     | | Széküresedés                                                        | Széküresedés                     |
| 28                               | 26 (1934)                                                               | Frank Merriam                    | 1934. június 2. – 1939. január 2.      | George J. Hatfield                                                     |                                               | |                                                                     |                                  |
| 29                               |                                                                         | Culbert Olson                    | 1939. január 2. – 1943. január 4.      |                                                                        | 27 (1938)                                     | | Ellis E. Patterson                                                  |                                  |
| 30                               |                                                                         | Earl Warren                      | 1943. január 4. – 1953. október 5.     | [ 35 ]                                                                 | 28 (1942)                                     | Az Amerikai Egyesült Államok legfelsőbb bíróságának tagja, majd elnöke (1953–1969) | Frederick Houser                                                    |                                  |
| 30                               | 29 (1946)                                                               | Earl Warren                      | 1943. január 4. – 1953. október 5.     | [ 35 ]                                                                 | Goodwin Knight                                | Az Amerikai Egyesült Államok legfelsőbb bíróságának tagja, majd elnöke (1953–1969) |                                                                     |                                  |
| 30                               | 30 (1950)                                                               | Earl Warren                      | 1943. január 4. – 1953. október 5.     | [ 35 ]                                                                 | Goodwin Knight                                | Az Amerikai Egyesült Államok legfelsőbb bíróságának tagja, majd elnöke (1953–1969) |                                                                     |                                  |
| 31                               |                                                                         | Goodwin Knight                   | 1953. október 5. – 1959. január 5.     |                                                                        |                                               | Harold J. Powers |                                                                     |                                  |
| 31                               | 31 (1954)                                                               | Goodwin Knight                   | 1953. október 5. – 1959. január 5.     |                                                                        |                                               | Harold J. Powers |                                                                     |                                  |
| 32                               |                                                                         | Pat Brown                        | 1959. január 5. – 1967. január 2.      |                                                                        | 32 (1958)                                     | | Glenn M. Anderson                                                   |                                  |
| 32                               | 33 (1962)                                                               | Pat Brown                        | 1959. január 5. – 1967. január 2.      |                                                                        |                                               | | Glenn M. Anderson                                                   |                                  |
| 33                               |                                                                         | Ronald Reagan                    | 1967. január 2. – 1975. január 6.      |                                                                        | 34 (1966)                                     | Az Amerikai Egyesült Államok 40. elnöke | Robert Finch (1967. január 2. – 1969. január 8.)                    |                                  |
| 33                               | Edwin Reinecke (1969. január 8. – 1974. október 2.)                     | Ronald Reagan                    | 1967. január 2. – 1975. január 6.      |                                                                        | 34 (1966)                                     | Az Amerikai Egyesült Államok 40. elnöke |                                                                     |                                  |
| 33                               | 35 (1970)                                                               | Ronald Reagan                    | 1967. január 2. – 1975. január 6.      |                                                                        |                                               | Az Amerikai Egyesült Államok 40. elnöke |                                                                     |                                  |
| 33                               | John L. Harmer (1974. október 2. – 1975. január 6.)                     | Ronald Reagan                    | 1967. január 2. – 1975. január 6.      |                                                                        |                                               | Az Amerikai Egyesült Államok 40. elnöke |                                                                     |                                  |
| 34                               |                                                                         | Jerry Brown                      | 1975. január 6. – 1983. január 3.      |                                                                        | 36 (1974)                                     | | Mervyn M. Dymally                                                   |                                  |
| 34                               | 37 (1978)                                                               | Jerry Brown                      | 1975. január 6. – 1983. január 3.      | Michael Curb                                                           |                                               | |                                                                     |                                  |
| 35                               |                                                                         | George Deukmejian                | 1983. január 3. – 1991. január 7.      |                                                                        | 38 (1982)                                     | | Leo T. McCarthy                                                     |                                  |
| 35                               | 39 (1986)                                                               | George Deukmejian                | 1983. január 3. – 1991. január 7.      |                                                                        |                                               | | Leo T. McCarthy                                                     |                                  |
| 36                               |                                                                         | Pete Wilson                      | 1991. január 7. – 1999. január 4.      |                                                                        | 40 (1990)                                     | Az Amerikai Egyesült Államok szenátusának tagja(1983-1991) | Leo T. McCarthy                                                     |                                  |
| 36                               | 41 (1994)                                                               | Pete Wilson                      | 1991. január 7. – 1999. január 4.      | Gray Davis                                                             |                                               | Az Amerikai Egyesült Államok szenátusának tagja(1983-1991) |                                                                     |                                  |
| 37                               |                                                                         | Gray Davis                       | 1999. január 4. – 2003. november 17.   |                                                                        | 42 (1998)                                     | | Cruz Bustamante                                                     |                                  |
| 37                               | 43 (2002)                                                               | Gray Davis                       | 1999. január 4. – 2003. november 17.   |                                                                        |                                               | | Cruz Bustamante                                                     |                                  |
| 38                               |                                                                         | Arnold Schwarzenegger            | 2003. november 17. – 2011. január 3.   |                                                                        |                                               | | Cruz Bustamante                                                     |                                  |
| 38                               | 44 (2006)                                                               | Arnold Schwarzenegger            | 2003. november 17. – 2011. január 3.   | John Garamendi (2007. január 8. – 2009. november 3.)                   |                                               | |                                                                     |                                  |
| 38                               | 44 (2006)                                                               | Arnold Schwarzenegger            | 2003. november 17. – 2011. január 3.   | Mona Pasquil '(helyettesként)' (2009. november 4. – 2010. április 27.) |                                               | |                                                                     |                                  |
| 38                               | 44 (2006)                                                               | Arnold Schwarzenegger            | 2003. november 17. – 2011. január 3.   | Abel Maldonado (2010. április 27. – 2011. január 11.)                  |                                               | |                                                                     |                                  |
| 39                               |                                                                         | Jerry Brown                      | 2011. január 3. – 2019. január 7.      |                                                                        | 45 (2010)                                     | |                                                                     |                                  |
| 39                               | Gavin Newsom                                                            | Jerry Brown                      | 2011. január 3. – 2019. január 7.      |                                                                        | 45 (2010)                                     | |                                                                     |                                  |
| 39                               | 46 (2014)                                                               | Jerry Brown                      | 2011. január 3. – 2019. január 7.      |                                                                        |                                               | |                                                                     |                                  |
| 40                               |                                                                         | Gavin Newsom                     | 2019. január 7. – hivatalban           |                                                                        | 47 (2018)                                     | Kalifornia alkormányzója (2011–2019) San Francisco polgármestere (2004–2011) | Eleni Kounalakis                                                    |                                  |